# Berit Bogg
Ingrid Berit Bogg, född 3 oktober 1946 i Hammerdal i Jämtland, död 2019 i Stockholm, var en svensk skådespelare och sångerska.

## Biografi
Berit Bogg var under 1970-talet primadonna i flera av Tjadden Hällströms revyer och medverkade även i TV-serien Tjadden i kvadrat 1974.[källa behövs] Hon spelade Kapten Kruths dotter Karin i två filmer baserade på seriefiguren 47:an Löken.
Berit Bogg turnerade med Riksteatern, bland annat i musikalerna Godspell 1974 och Cabaret 1997, och spelade sommarteater med Berit Carlberg i Hågelbyparken i Stockholm.[källa behövs]

## Filmografi
- 1971 – 47:an Löken
- 1972 – 47:an Löken blåser på

## Teater

### Roller (ej komplett)
| År   | Roll             | Produktion                                                    | Regi                           | Teater        |
| ---- | ---------------- | ------------------------------------------------------------- | ------------------------------ | ------------- |
| 1969 | Lois Lane/Bianca | Kiss Me, Kate Cole Porter, Samuel Spewack och Bella Spewack   | Bo Forsberg                    | Riksteatern   |
| 1970 |                  | Csardasfurstinnan Emmerich Kálmán, Leo Stein och Béla Jenbach | Isa Quensel                    | Oscarsteatern |
| 1974 |                  | Godspell John-Michael Tebelak och Stephen Schwartz            | Jonnie Christen och Klaus Pagh | Riksteatern   |
| 1983 | Lina Darling     | Nine Maury Yeston                                             | Gene Nettles                   | Oscarsteatern |